# José Aras
José Soares Ferreira Aras (28 de julho de 1893, Freguesia de Nossa Senhora do Cumbe, atual Euclides da Cunha – Euclides da Cunha, 18 de outubro de 1979), foi um poeta, repentista e pesquisador brasileiro.

## Biografia
José Aras era filho de José Raimundo Soares e Joana Maria do Espírito Santo. Aos seis anos de idade compôs os seus primeiros versos, a caminho da feirinha de Nossa Senhora do Cumbe.
Autodidata, poeta e repentista, era também crítico dos costumes em sua terra. Escreveu o primeiro relato em versos de cordel e a história da guerra de Canudos em prosa, na perspectiva dos sertanejos, conforme registrou o historiador José Calasans, que se hospedou em sua casa em Bendegó (atual Monte Santo), cidade em que havia sido descoberto em 1784 o Meteorito do Bendegó.

## Obras
- Meu Folclore - História da Guerra de Canudos, Euclides da Cunha, Museu de Bendegó, 1957
- Sangue de Irmãos, 1953
- Acervo da Guerra de Canudos
- No Sertão do Conselheiro, uma coletânea de escritos lançada postumamente